# Stadion Z’dežele
Das Stadion Z’dežele (auch Stadion v športnem parku pod Golovcem; deutsch ‚Stadion im Sportpark unterhalb des Golovec‘) ist ein Fußballstadion in der slowenischen Stadt Celje. Es ist die Heimstätte des Fußballvereins NK Celje. Von 2004 bis 2008 trug die slowenische Fußballnationalmannschaft übergangsweise ihre Spiele in Celje aus.

## Geschichte
Der Bau der Anlage startete 1999; eröffnet wurde es mit der fertiggestellten Haupttribüne im Osten mit 3.600 Plätzen am 12. September 2003. Es ersetzte das Stadion Skalna klet von 1904, das heute noch zu Trainingszwecken genutzt wird. Das erste Spiel im neuen Stadion trugen die Juniorenmannschaften von Slowenien und Frankreich (0:0) am 9. September 2003 gegeneinander aus. Drei Tage später trafen bei der Stadioneröffnung zum ersten offiziellen Spiel NK Celje und Ljubljana V&V (3:1) aufeinander. Namenssponsor der Sportstätte wurde 2003 das slowenische Mineralölunternehmen Petrol und blieb es bis 2017. 2004 und 2005 wurden zwei weitere Tribünen errichtet; was die Kapazität auf rund 10.000 Zuschauer steigerte.
Zum Schluss kamen die Bauarbeiten 2008 mit dem vierten Zuschauerrang im Norden, der am 2. März 2008 eröffnet wurde. In der Ecke zwischen der Nord- und der Osttribüne liegt ein verglastes Gebäude mit 8400 Quadratmeter Fläche in dem sich Büros, Geschäfte und Restaurants befinden. Des Weiteren besitzt die Sportstätte eine Rasenheizung, Bewässerungsanlage, eine Videowand und eine Flutlichtanlage mit 1400 Lux. Heute zählt das Stadion Z’dežele zu den größten und modernsten Fußballstadien des Landes. Es bietet den Besuchern 13.059 Sitzplätze (davon 135 V.I.P.-Plätze) von denen 7000 überdacht sind.

## Länderspiele im Stadion von Celje
Von 2004 bis 2008 trug die slowenische Fußballnationalmannschaft ihre Heimspiele im Stadion in Celje aus. 2013 kam ein Freundschaftsspiel gegen Kanada hinzu. Seitdem spielt die Nationalelf meist im Stadion Stožice in Ljubljana sowie im Stadion Ljudski vrt in Maribor.
- grüne Hintergrundfarbe = Sieg der slowenischen Mannschaft
- gelbe Hintergrundfarbe = Unentschieden
- rote Hintergrundfarbe = Niederlage der slowenischen Mannschaft

| Datum         | Gegner              | Ergebnis | Anlass                |
| ------------- | ------------------- | -------- | --------------------- |
| 31. Mär. 2004 | Lettland            | 0:1      | Freundschaftsspiel    |
| 04. Sep. 2004 | Moldau              | 3:0      | WM-Qualifikation 2006 |
| 09. Okt. 2004 | Italien             | 1:0      | WM-Qualifikation 2006 |
| 09. Feb. 2005 | Tschechien          | 0:3      | Freundschaftsspiel    |
| 26. Mär. 2005 | Deutschland         | 0:1      | Freundschaftsspiel    |
| 30. Mär. 2005 | Belarus             | 1:1      | WM-Qualifikation 2006 |
| 03. Sep. 2005 | Norwegen            | 2:3      | WM-Qualifikation 2006 |
| 12. Okt. 2005 | Schottland          | 0:3      | WM-Qualifikation 2006 |
| 31. Mai 2006  | Trinidad und Tobago | 3:1      | Freundschaftsspiel    |
| 15. Aug. 2006 | Israel              | 1:1      | Freundschaftsspiel    |
| 10. Juli 2006 | Luxemburg           | 2:0      | EM-Qualifikation 2008 |
| 28. Mär. 2007 | Niederlande         | 0:1      | EM-Qualifikation 2008 |
| 02. Juni 2007 | Rumänien            | 1:2      | EM-Qualifikation 2008 |
| 12. Sep. 2007 | Belarus             | 1:0      | EM-Qualifikation 2008 |
| 13. Okt. 2007 | Albanien            | 0:0      | EM-Qualifikation 2008 |
| 21. Nov. 2007 | Bulgarien           | 0:2      | EM-Qualifikation 2008 |
| 19. Nov. 2013 | Kanada              | 1:0      | Freundschaftsspiel    |